# H2g2
h2g2 è una comunità online nata con lo scopo di compilare una guida su la vita, l'universo e tutto quanto, secondo una celebre frase della Guida galattica per gli autostoppisti, una serie radiofonica della BBC di fantascienza ideata da Douglas Adams, poi divenuta una serie di fortunati libri, da cui prende il nome (dal titolo originale The Hitchhiker's Guide to the Galaxy).

## Storia
h2g2 è stata fondata dall'autore della serie, Douglas Adams, e da suoi amici e colleghi della società The Digital Village nel mese di aprile del 1999; la BBC ha assunto la direzione editoriale nel mese di febbraio del 2001. Nel 1971 Douglas, sdraiato ubriaco in un campo a Innsbruck, in Austria, si interrogò sulla galassia, sullo scopo e sul mistero della vita. La sua geniale e paradossale soluzione, la Guida galattica per gli autostoppisti, era un dispositivo simile agli attuali motori di ricerca su internet.
Questa visione fu anticipata da ricercatori come Vannevar Bush, che in un articolo nel 1945 descrisse il Memex, abbreviazione di memory expansion. In questo articolo afferma: "compariranno nuovi tipi di enciclopedie confezionate con una rete di percorsi associativi che le collegano, pronte ad essere inserite in memex e qui ampliate". Joseph Licklider e Welden Clark, del MIT, pubblicano nel 1962 l'articolo On-Line Man Computer Communication, che ipotizza una rete, chiamata Galactic Network.